# George Johnstone Stoney
George Johnstone Stoney FRS (15/02/1826 – 5/07/1911) là nhà vật lý người Ireland. Ông nổi tiếng nhất với việc giới thiệu từ electron là thuật ngữ chỉ "định lượng đơn vị cơ bản của điện" (fundamental unit quantity of electricity) .
Ông đã đưa ra khái niệm này, mặc dù không phải là một từ, ngay từ năm 1874 với đặt tên ban đầu là "Electrine" , và chính từ này xuất hiện năm 1891 . Trong cuộc đời của mình ông xuất bản khoảng 75 bài báo khoa học.